# KAMAZ-54907
KAMAZ-54907 — російський магістральний сідловий тягач лінійки шостого покоління (К6), що випускається ПАТ «КАМАЗ». Є наступником тягача KAMAZ-54901 і випускається паралельно з ним з 2021 року серійно. Буксирує тривісний напівпричіп КАМАЗ-93341-1300010-60.

## Опис
Перший прототип автомобіля КамАЗ-54907 вперше був представлений в 2019 році, а 8 вересня 2021 року автомобіль був представлений на виставці Comtrans 2021. Принципові відмінності від інших моделей — гібридний двигун. Витрата палива — 25 літрів за 100 кілометрів.
Замість бічних дзеркал заднього виду присутні відеокамери, що передають дані на монітори, встановлені на приладовій панелі. Автопоїзд покритий обтічниками для підвищення рівня аеродинаміки. Передні фари-матричні, тоді як задні — світлодіодні.
У кабіні автомобіля тільки одне водійське місце з електромагнітною підвіскою, що знижує вібрацію до 90%. Усередині кабіни присутні холодильник, мультиварка, умивальник і сейф.
За станом і здоров'ям водія стежать дві відеокамери на приладовій панелі. Кермо обладнане дисплеєм, за допомогою якого водій може управляти навігацією і відповідати на телефонні дзвінки. Над водійським сидінням присутній алкотестер, що запобігає запуск двигуна в разі, якщо водій в стані алкогольного сп'яніння.